# Bromiertes Styrol-Butadien-Copolymer
Bromiertes Styrol-Butadien-Copolymer ist ein Styrol-Butadien-Kautschuk, welcher durch nachträgliche Bromierung der verbleibenden Doppelbindung am Butadien flammhemmende Eigenschaften aufweist. Es ist ein polymeres Flammschutzmittel und wird auch als PolyFR oder pFR (FR von englisch flame retardant) bezeichnet.
Es weist eine gute Mischbarkeit mit Polystyrol auf und erlaubt die Herstellung von stabilen Schäumen. Eingesetzt wird es als Flammschutzmittel in expandiertem (EPS) und extrudierten (XPS) Polystyrol.
Damit stellt es eine Alternative zu Hexabromcyclododecan, welches seit 2015 nach dem Stockholmer Übereinkommen verboten ist, dar.

## Geschichte
Entwickelt und patentiert wurde das Material von Dow. Hergestellt wird es von den Lizenznehmern Chemtura, Albemarle Corporation und Israel Chemicals, die es unter den Namen Emerald Innovation™ 3000, GreenCrest und FR-122P vertreiben. Kommerzielle Typen besitzen eine molare Masse von rund 100.000 Gramm. Weltweit werden jährlich rund 26000 Tonnen des Flammschutzmittels hergestellt.

## Nachweis
Zum Nachweis, welcher der Stoffe eingesetzt wurde, kann durch eine Extraktion von EPS- oder XPS-Stücken in Aceton und anschließender Röntgenfluoreszenzspektroskopie zwischen einer Ausrüstung mit Hexabromcyclododecan oder PolyFR unterschieden werden. Auch mit Kernspinresonanz (NMR) ist ein Nachweis möglich.

## Umweltverhalten
Als stabiles, nahezu wasserunlösliches Polymer weist bromiertes Styrol-Butadien-Copolymer keine eigentliche akute Toxizität auf und ist beständig gegenüber chemisch-physikalischem und biologischem Abbau.
Nach einer 2019 veröffentlichten Studie setzt reines bromiertes Styrol-Butadien-Copolymer bei intensiver UV-Strahlung oder langzeitiger Wärmeeinwirkung (60 °C) über bis zu 36 Wochen verschiedene, möglicherweise umweltrelevante Abbauprodukte frei. Dies ist in all jenen Ländern in Betracht zu ziehen, in denen die Deponierung von Schaumstoffen zulässig ist, wenngleich die Ergebnisse einer weiteren Studie aus 2019 darauf hindeuten, dass die akute Toxizität der Abbauprodukte gegenüber Wasserorganismen eher begrenzt ist oder gar nicht auftritt. Der Branchenverband steht Studien an reinem bromierten Styrol-Butadien-Copolymer (unter Zugabe von Wasser) und den daraus gezogenen Schlüssen in Bezug auf das Abbauverhalten kritisch gegenüber, da das Flammschutzmittel in Schaumstoffen durch die Polystyrolmatrix geschützt wird. Abgesehen davon weisen sie darauf hin, dass in den genannten Studien keine bedeutenden akuten Auswirkungen gefunden wurden.